# Thérèse Steinmetz
Thérèse Steinmetz (Amsterdã, 17 de maio de 1933) é uma cantora holandesa, mais conhecida por ter participado do Festival Eurovisão da Canção 1967

## Início da carreira
Steinmetz estudou no Conservatório de Amsterdam, e estrelou vários papéis no teatro, cinema e televisão antes de lançar sua própria série de televisão, Thérèse, em 1966.

## Festival Eurovisão da Canção
Em 1967, Steinmetz cantou todas as seis músicas holandesas na seleção para festival Eurovisão, tendo "Ring-dinge-ding"  sido escolhida por voto via cartão como a vencedora.  com isso, Steinmetz participou do 12º Festival Eurovisão da Canção, realizado em Viena em 8 de Abril, no qual "Ring-dinge-ding" terminou no 14º lugar entre 17 canções, dando continuidade a uma série de maus resultados holandeses que remontam a 1960

## Carreira posterior
Em 1970, ganhou o Steinmetz Stag Festival de Ouro em Brasov, Roménia, vencendo outro ex-cantor do Eurovisão, Lize Marke.Essa vitória levou-a se tornar uma cantora muito popular na Roménia, que ela visitou várias vezes,cantando folk music. Ela teve uma música entre as 40 mais tocadas de seu país, "Geef ze een kans", em 1974 e fez aparições regulares da televisão.
Steinmetz vive há vários anos na Riviera Francesa, na cidade de Cannes, onde se tornou uma pintora de sucesso e possui a sua própria galeria de arte e workshop.